# 九里市

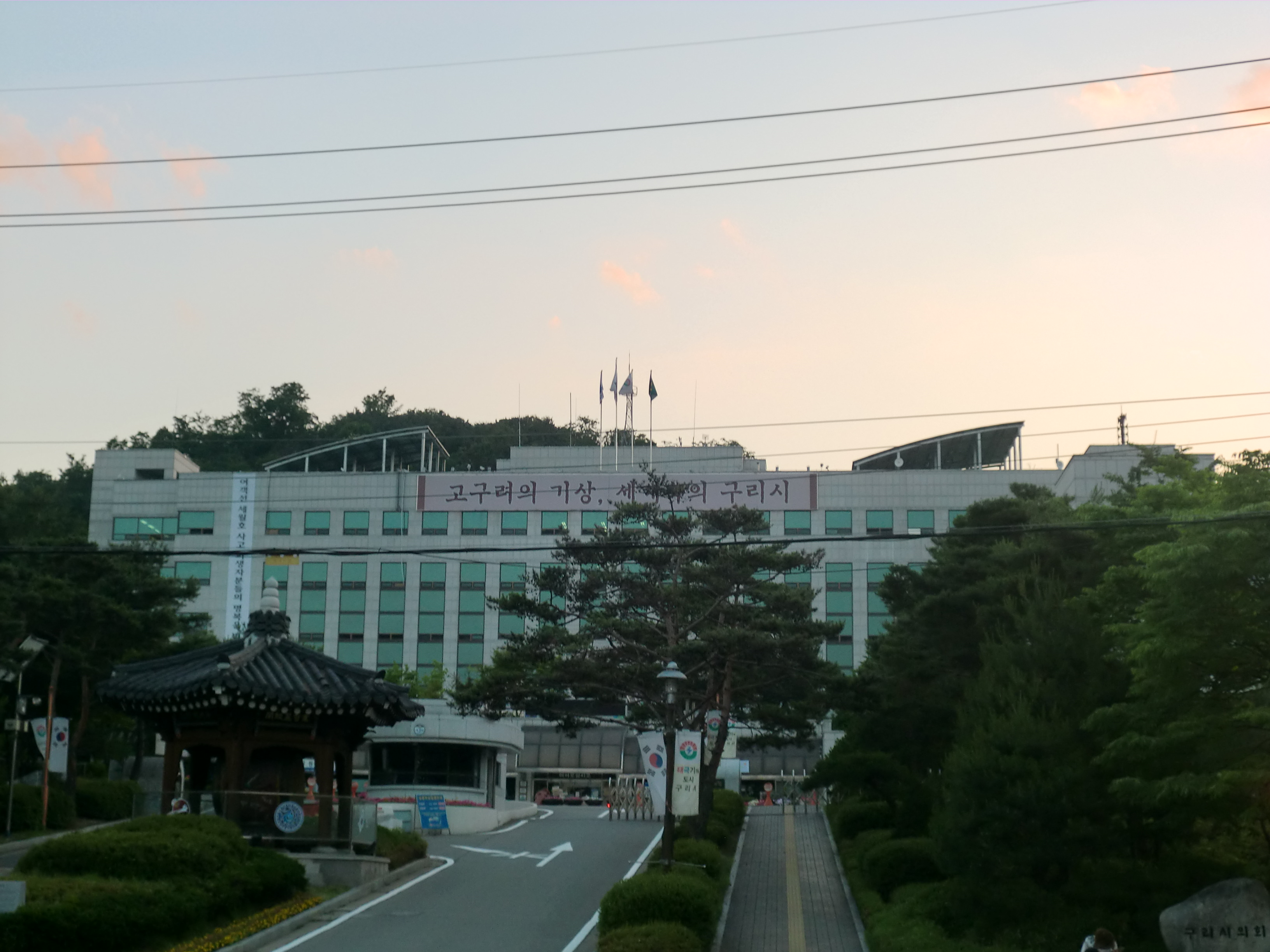
九里市庁

九里市（クリし/きゅうりし）は、大韓民国京畿道にある市。ソウル特別市の東に隣接する。ソウル近郊のベッドタウンのひとつである。

## 沿革
- 1914年 - 楊州郡九里面成立。
- 1973年 - 九里邑に昇格。
- 1980年 - 南楊州郡に所属が変更。
- 1986年1月1日 - 南楊州郡九里邑が九里市に昇格。
- 2005年 - 首都圏電鉄中央線（中央線）開業。
- 2024年8月10日 - 首都圏電鉄8号線（別内線）開業。

## 気候
大陸性気候の影響により、冬は寒冷乾燥で、夏は高温多湿な特徴をもつ。夏と冬の気温差が大きく、年平均気温は11.7度、1月平均気温は-4.1度、8月平均気温は25.9度である。年平均降水量は1381mmで全国平均1181mmより多く、多雨地域である。

## 行政

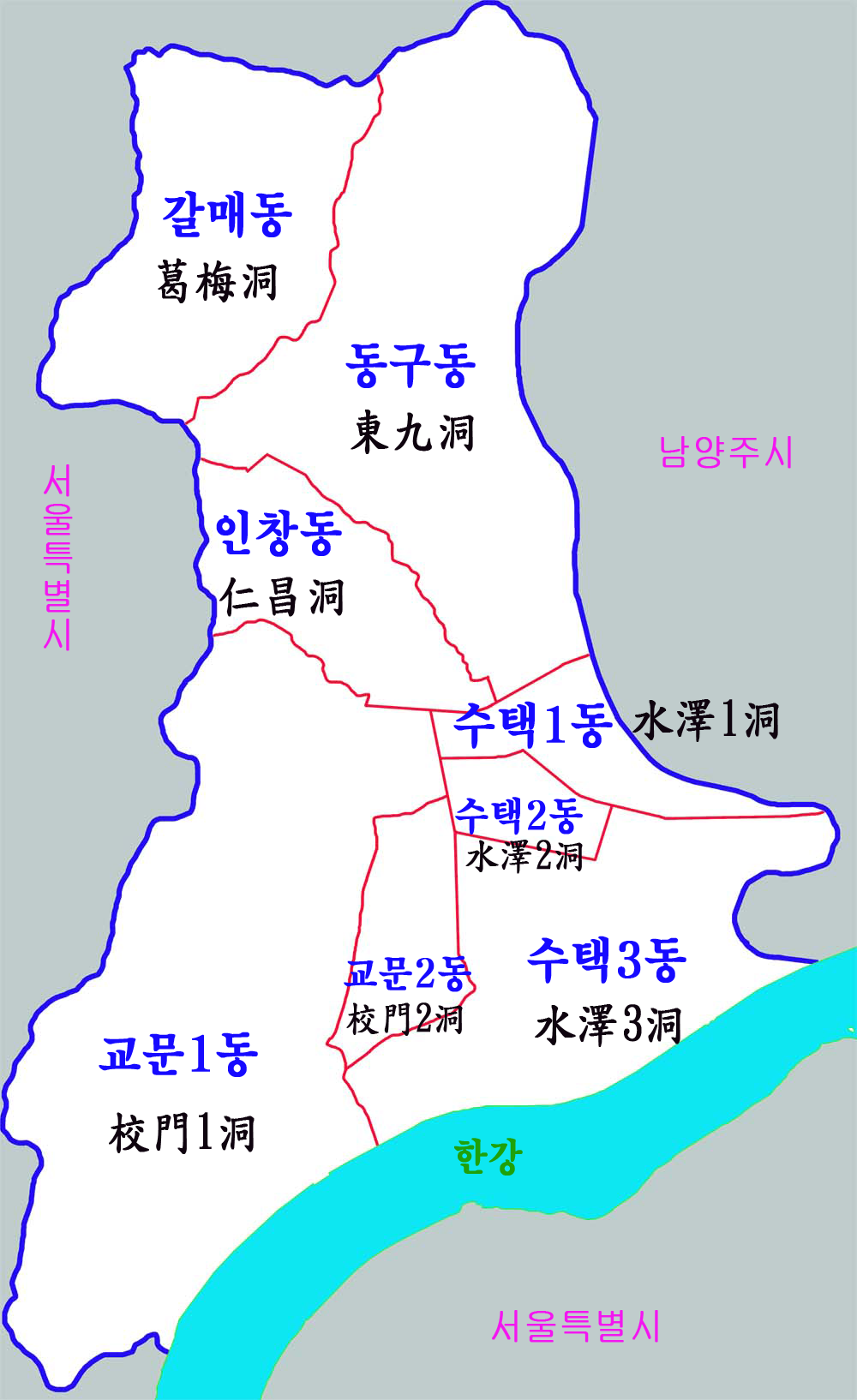
行政区域図

### 行政区域
| 行政洞  | 法定洞                 |
| ------- | ---------------------- |
| 葛梅洞  | 葛梅洞                 |
| 東九洞  | 四老洞、仁倉洞         |
| 仁倉洞  | 仁倉洞、橋門洞         |
| 橋門1洞 | 橋門洞、峨川洞         |
| 橋門2洞 | 橋門洞                 |
| 水沢1洞 | 橋門洞、水沢洞         |
| 水沢2洞 | 橋門洞、水沢洞、土坪洞 |
| 水沢3洞 | 水沢洞、土坪洞         |

### 警察
- 九里警察署

### 消防
- 九里消防署

## 出身者
- BoA
- ドンウ（INFINITE）
- シウミン（EXO）
- J-min
- Lyn
- 尹錫珉
- ジヒョ（TWICE）
- コンミョン（5URPRISE）
- ドヨン（NCT）
- ユジョン（元I.O.I、現Weki Meki）

## 史跡
- 東九陵（世界遺産）

## スポーツ
韓国女子バスケットボールリーグ(WKBL)の九里KDB生命ウィーナスの本拠地。
| 種目 | チーム名              | 創立年度 | ホーム競技場 |
| WKBL | 九里KDB生命ウィーナス | 2005年   | 九里市体育館 |

## 交通

### 鉄道
- 中央線
  - 九里駅
- 京春線
  - 葛梅駅
- 首都圏電鉄8号線（別内線）
  - 東九陵駅 - 九里駅 - 長者湖水公園駅

### 道路・バス
- ソウル外郭循環高速道路
  - 土坪インターチェンジ - 九里料金所、九里インターチェンジ - 退渓院インターチェンジ（朝鮮語版）
- 世宗-抱川高速道路
  - 南九里インターチェンジ（朝鮮語版）
- 江辺北路
- 国道
  - 国道6号
  - 国道43号線 (韓国)（朝鮮語版）
  - 国道46号
  - 国道47号線 (韓国)（朝鮮語版）
- バス
  - 清凉里駅経由ソウル駅行きのソウル市のバスが発着する他、江辺駅より市内へのバスが多数運行。